# 이영조
이영조(李榮祚, 1955년 6월 19일 ~ )는 대한민국의 전 정무직공무원이다. 진실화해를위한과거사정리위원회의 위원장(2009~2010)이었다.

## 경력
- 서울대학교 정치학 학사
- 하버드대학교 대학원 정치학 박사
- 2002년 바른사회시민회의 사무총장 (3월 - 12월)
- 2002년 시장경제와민주주의연구소 이사장
- 2005년 경희대학교 교수
- 2005년 진실 화해를 위한 과거사 정리위원회 상임위원 (한나라당 추천)
- 2009년 12월 진실 화해를 위한 과거사 정리위원회 위원장

## 논란과 해명
《한국 과거사 정리의 성과와 의의》라는 영어 논문에 5∙18 광주 민주화 운동을 민중 반란, 제주 4·3 사건을 폭동으로 표현했다는 주장이 있었다.
이를 두고 논란이 일자, 이영조 진실화해위 위원장과 진실화해위는 5·18과 유공자들을 폄훼할 의도가 전혀 없었다고 밝혔다. 과거사위는 반박 자료를 통해 "과거사정리 노력에 대한 배경을 설명하는 과정에서 '민중반란(a popular revolt)'라는 표현을 사용한 것"이라며 "이 표현은 민주주의를 요구한 주체와 형태를 언급한 것이었다"면서 "결코, 5·18 광주 민주화 운동의 의미를 왜곡하려는 것이 아니었다. 이후 여러 차례 민중들에 대한 군부의 무자비한 진압을 '광주학살(Gwangju Massacre)'이라고 발제문에 표현했다"고 덧붙였다. 문장 중에는 "5.18이 전두환 정권의 영원한 족쇄가 될 것"이라는 부분도 있다. 또 "전체적인 내용이나 흐름을 고려하지 않고 발표문에 쓰인 'rebellion'과 'a popular revolt'라는 특정 단어 몇 개를 맥락과 무관하게 끄집어내어 자의적으로 해석한 것은 발표문의 진의를 심각하게 왜곡한 것"이라고 반박했다.
아울러 "전두환 장군을 중심으로 한 군부 내 강경파는 광주에서 일어난 민중봉기를 무자비하게 진압한 후 유신체제보다도 더 엄혹한 권위주의정권을 수립했다.는 내용의 발제문 원문도 공개했다. 진실화해위는 "5·18 광주민주화운동 관련 희생자, 관련 기관 및 단체 등에 대해 명예를 훼손할 의도가 추호도 없었음을 명백히 밝힌다"고 강조했다.
참고로  'rebellion'과 'a popular revolt'라는 단어는 5.18기념재단과 제주4.3평화재단 등에서도 사용하는 공식 영단어이며, 이영조 교수의 논문은 한글 번역본이 없다.
2012년 3월 13일 이영조는 <손석희의 시선집중>에 출현하여 "5.18재단에서도 광주민중반란(Gwangju Popular Revolt)이라는 표현을 사용한다"고 주장했다. 그러나 김상직 5.18 민주유공자 공법단체 설립추진위원회 위원장은 3월 14일 <열린세상 오늘 이상도입니다>와의 인터뷰에서  "5.18 기념재단에서는 'May 18 Democratic Uprising'이라는 공식명칭이 있고 가끔 'Gwangju Uprising'이라고 한다"며 "'revolt'라는 용어를 전혀 사용하지 않고 있다"고 이영조씨의 거짓말을 반박했다.